# Forces armées en Nouvelle-Calédonie

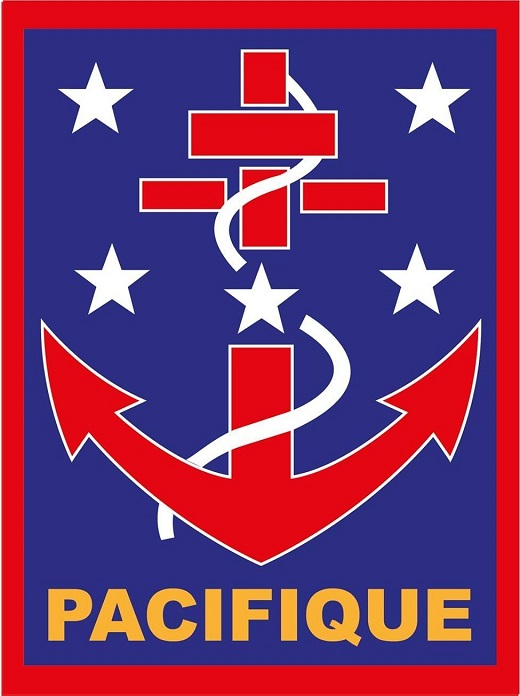
Forces armées en Nouvelle-Calédonie

Les forces armées en Nouvelle-Calédonie (FANC) désignent les unités des forces armées française stationnées en Nouvelle-Calédonie et constituant ainsi la zone de défense et de sécurité correspondante. Elles font partie des forces de souveraineté françaises basées sur les territoires d’outremer. A ce titre, elles contribuent à l’exercice de la souveraineté française, garantissent la protection du territoire national et animent la coopération régionale depuis le département de Nouvelle Calédonie. Elles constituent le principal point d’appui aéroterrestre du théâtre Pacifique, en lien avec les Forces armées en Polynésie française (FAPF).
Depuis le 1er août 2023, elles sont commandées par le général de division Yann Latil.

## Commandement

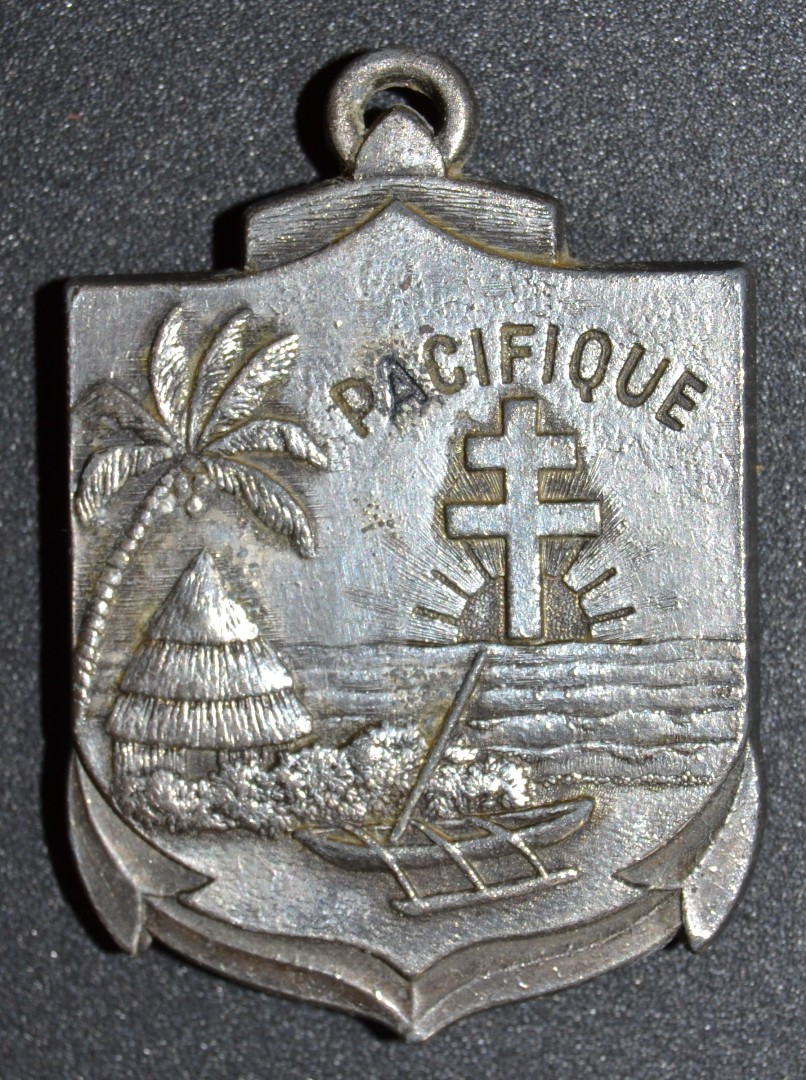
Insigne régimentaire du RIMaP NC

Les FANC sont dirigées par un officier général, commandant supérieur des forces armées en Nouvelle-Calédonie (COMSUP FANC), placé sous le commandement opérationnel du chef d'état-major des armées dont il est le représentant local. Il assure également la fonction de commandant de la base de défense (COMBdD) des FANC.
Son autorité s'exerce sur l'ensemble des formations des trois armées et des directions et services communs qui sont affectés dans sa zone. Il conseille le préfet de la zone, notamment pour l'élaboration des plans généraux de protection.
Le COMSUP FANC dispose d’un état-major interarmées et commande environ 1663 militaires, répartis à Nouméa, Plum, Tontouta et Nandaï.
Les FANC sont centrés sur deux principales emprises : Nouméa et Tontouta. La zone de responsabilité permanente (ZRP) des FANC comprend la zone maritime Nouvelle-Calédonie, avec les territoires, eaux territoriales et espaces aériens inclus dans le périmètre, notamment ceux de la Nouvelle-Zélande, du Vanuatu, des Fidji, des Tonga, et des îles Salomon, ainsi que le territoire de la Nouvelle-Calédonie, de ses dépendances et de Wallis et Futuna.
Le COMSUP dispose d’un état major interarmées implanté au quartier Alleyron à Nouméa.
| Identité                      | Période       | Période         | Durée                     |
| Identité                      | Début         | Fin             | Durée                     |
| ----------------------------- | ------------- | --------------- | ------------------------- |
| Jean-François Parlanti (d)    | 1er août 2011 | 31 juillet 2013 | 1 an, 11 mois et 30 jours |
| Luc du Perron de Revel (d)    | 1er août 2013 | 31 juillet 2015 | 1 an, 11 mois et 30 jours |
| Philippe Léonard (d)          | 1er août 2015 | 31 juillet 2017 | 1 an, 11 mois et 30 jours |
| Thierry Marchand (né en 1964) | 1er août 2017 | 31 juillet 2019 | 1 an, 11 mois et 30 jours |
| Frank Barrera (d)             | 1er août 2019 | 31 juillet 2021 | 1 an, 11 mois et 30 jours |
| Valéry Putz (d)               | 1er août 2021 | 31 juillet 2023 | 1 an, 11 mois et 30 jours |
| Yann Latil (d)                | 1er août 2023 |                 |                           |

## Soutien
La base de défense de Nouvelle-Calédonie et le groupement de soutien de la base de défense en Nouvelle-Calédonie ont été créés le 1er janvier 2011. Ils assurent les missions de soutien au profit des organismes, directions et unités opérationnelles du ministère des armées stationnés en Nouvelle-Calédonie. Le soutien commun et l’administration générale sont assurés par le groupement de Soutien de la Base de Défense - Nouvelle-Calédonie (GSBdD).

## Composition
En février 2012, on y trouvait les différentes composantes de l'armée (armée de Terre, armée de l'Air, Marine nationale, Gendarmerie nationale) et un groupement du service militaire adapté. Elles sont en tout composées d'environ 1 748 hommes et femmes, dont environ 1200 permanents des trois armées hors service militaire adapté (SMA) et hors gendarmerie.

### Composante Terre

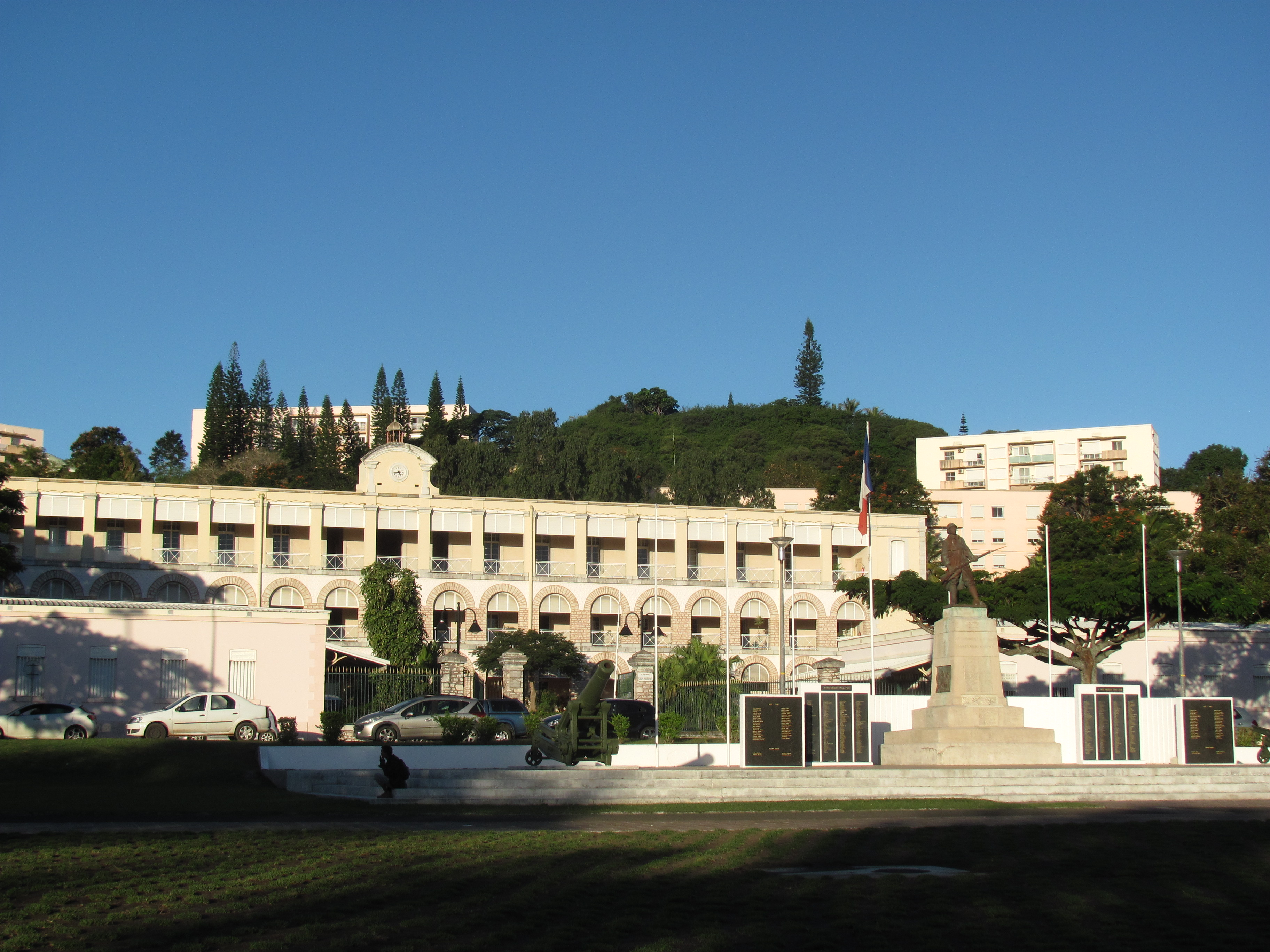
La caserne Gally-Passebosc à Nouméa

Le Régiment d'infanterie de marine du Pacifique - Nouvelle-Calédonie (RIMaP-NC) est basé en Nouvelle-Calédonie. Il est réparti sur trois sites (Plum au Mont-Dore, la Pointe de l'Artillerie surtout mais aussi la caserne Gally-Passebosc à Nouméa et le Camp de Nandaï près de Bourail) et est formé de 6 compagnies. Le RIMAP-NC dispose du Centre d'Instruction Nautique Commando (CINC) de Nouméa qui est chargé d'aguerrir les unités de l’armée de Terre qui servent sur place en missions de courte durée. Comptant plus de 700 hommes, le RIMaP-NC est à près de 80% composé de personnels en mission courte durée (MCD), venus de métropole pour une durée de quatre mois.
Le RIMa-P est composé de :
- 3 compagnies tournantes
  - 1 compagnie de parachutistes (COMPARA) à Plum
  - 1 compagnie d'appui (COMAPPUI) à Plum
  - 1 compagnie d'infanterie motorisée (COMMOTO) à Nouméa
- 3 unités permanentes
  - 1 compagnie de commandement et logistique (CCL) à Plum
  - 1 compagnie de maintenance régimentaire (CMR) à Plum
  - 1 compagnie de réserve (la 5e) à Plum

Un groupe cynotechnique est stationné à Nandaï pour la protection du dépôt à munitions.
Pour ce qui est du matériel, il dispose en 2011 de plus de 200 véhicules tactiques, dont 7 chars blindés à roue ERC-90 Sagaie, 78 véhicules militaires de soutien TRM 2000 et 58 véhicules légers tous-terrains Peugeot P4. À cela s'ajoutent des engins de travaux publics. Il est également équipé de plus de 1000 armes, dont 8 mortiers (4 de 80 mm et 4 de 120 mm) et de près de 200 moyens radio.

### Composante Mer

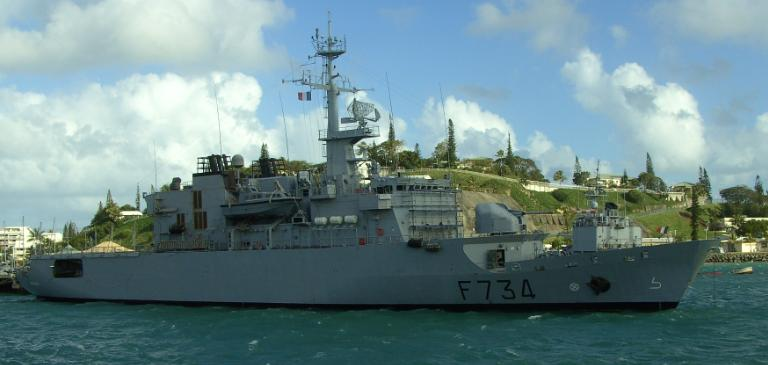
La frégate Vendémiaire au large de la base navale de la Pointe Chaleix

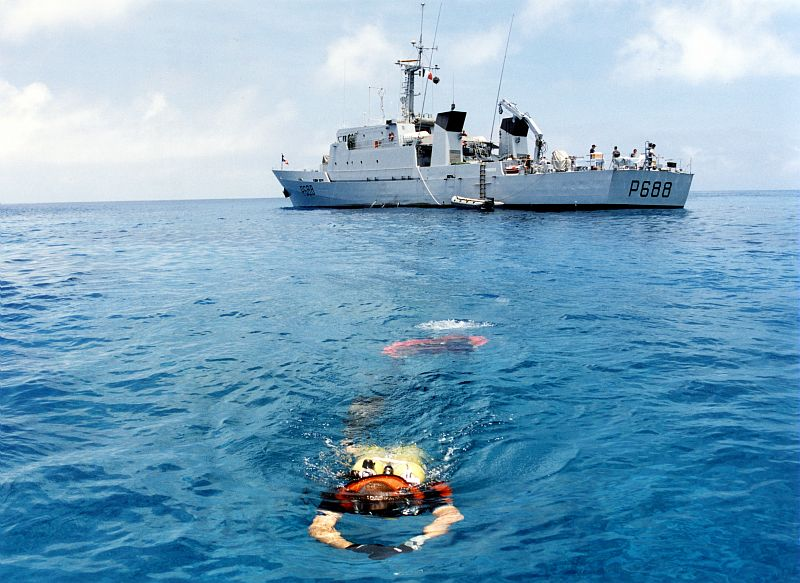
Un plongeur de bord du patrouilleur La Moqueuse dans les eaux du Pacifique

Une partie de la flotte du Pacifique stationnée en Nouvelle-Calédonie, à la base navale de la Pointe Chaleix à Nouméa, comprend :
Force d'action navale
- 1 frégate de surveillance, le Vendémiaire (F734), lancé en 1992 et admis au service actif en 1993, pour un équipage de 89 marins (11 officiers, 36 officiers mariniers et 42 quartiers-maîtres et matelots). Elle dispose d'une vaste plate-forme hélicoptère recevant une Alouette III pilotée et armée par un détachement de 11 hommes de la flottille 22S de formation au vol sur hélicoptères.
- 1 bâtiment de soutien et assistance outre-mer  (BSAOM), le D'Entrecasteaux (A621) admis au service actif en 2016 ;
- 1 Patrouilleur Outre-mer de la classe Félix Eboué, disposant d'un équipage de 30 marins :
  - L'Auguste Bénébig (P779) : lancé en 2021 et admis au service actif le 25 juillet 2023.
- Bâtiments de soutiens
  - 2 pousseurs de port type PS4 A, les no 26 et no 30 lancés et admis au service actif en 1992.
  - 1 vedettes de servitude Kohu(BN100) admis au service actif en 2000.
  - 2 chaland automoteur de type Mullet CHA 36 et CHA 38, lancé en 1988 et admis au service actif en 1989.

Gendarmerie maritime
- la Dumbéa (P606), lancé et admis au service actif en 2004, Vedette côtière de surveillance maritime disposant d'un équipage de 8 gendarmes maritimes.

Aviation navale
Le détachement de la flottille d'aviation navale 25 F (Papeete) est stationné à la base aérieenne de Tontouta, depuis août 2011 sous commandement de l’armée de l'air sous le nom de base aérienne 186 Lieutenant Paul Klein, et est équipé de 2 Falcon F 200 Gardian. Son effectif est de 19 personnes. Le détachement 22S Vendémiaire, équipé d'un hélicoptère SA.319B Alouette III, y est stationné lorsqu'il n'est pas embarqué sur la frégate.
Unités de terre
Dans les unités de terre, sont compris les 179 membres de la force de soutien de la base navale (BASENAV) de Nouméa, les 87 de la base aéronavale (BAN) de Tontouta et les 82 de la DIRISI. Est inclus dans ces effectifs un détachement de 39 fusiliers marins du groupement Brest qui se relaie sur le Territoire tous les 4 mois, dont 28 stationnent sur la base navale et 11 sur la base aéronavale travaillant avec 9 fusiliers de l'Air. Enfin, la mission en Nouvelle-Calédonie du service de soutien de la flotte (SSF) emploie 7 personnes.
SHOM
La Nouvelle-Calédonie abrite également une partie de la mission océanographique du Pacifique du Service hydrographique et océanographique de la Marine qui emploie 8 militaires hydrographes ou océanographes, chargés notamment d'établir les tables de marée ou de gérer le service des balises. Basée à la baie de Numbo à Ducos à Nouméa ainsi qu'à la base navale, elle utilise pour ses travaux le baliseur polyvalent Louis Hénin  ainsi que les vedettes Eugène Morignat et Chambeyron mis disposition par la direction des infrastructures, des transports terrestres et de la topographie (DITTT) par l’intermédiaire de son service responsable des phares et balises.

### Composante Air

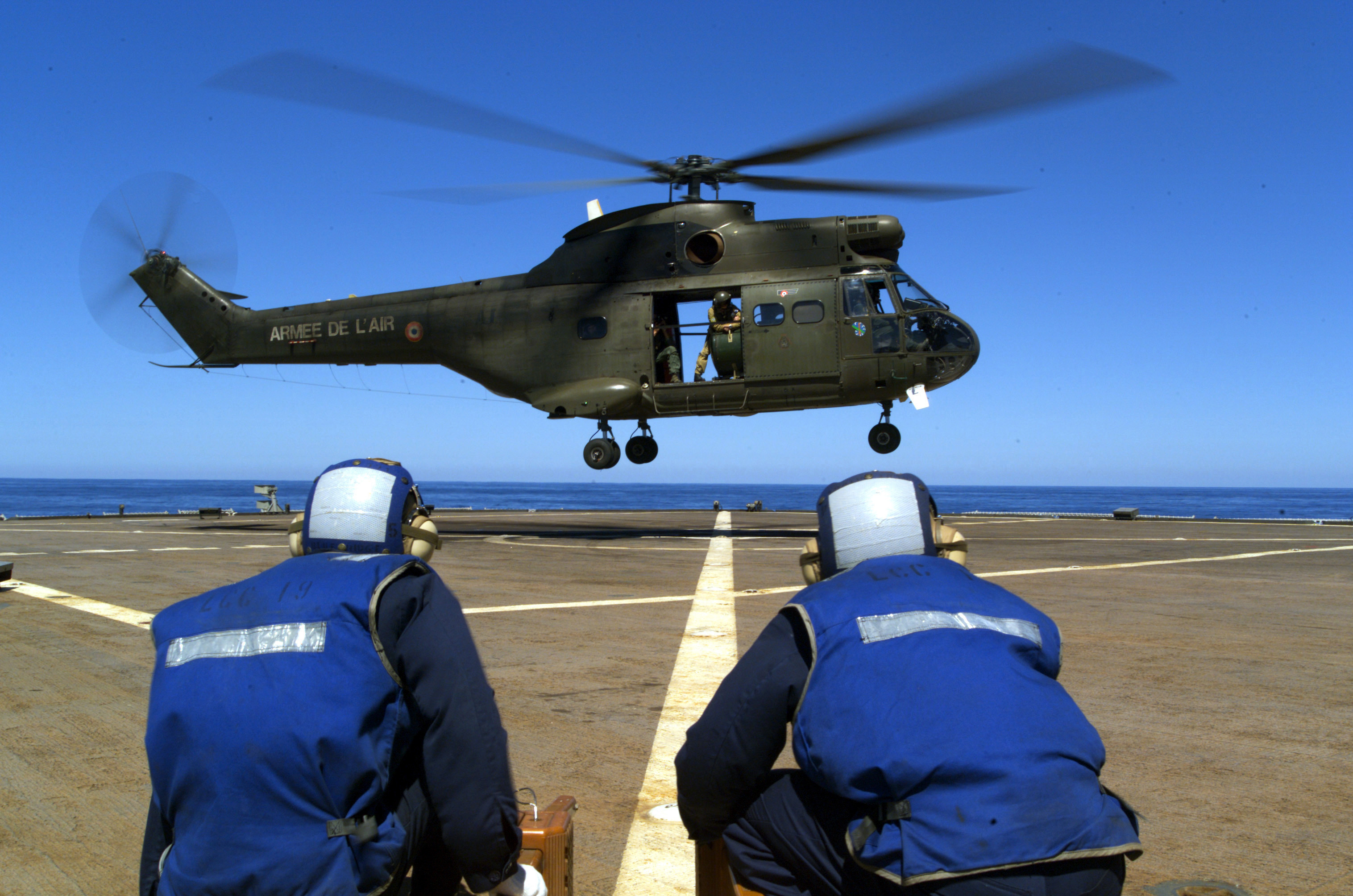
Un hélicoptère Puma des FANC se pose sur le navire américain USS Blue Ridge (LCC-19) lors d'un entraînement conjoint

La Nouvelle-Calédonie accueille la base aérienne 186 "Lieutenant Paul Klein" à Tontouta (52 km au nord de Nouméa). Ce pôle aérien nouvellement restructuré est commandé depuis août 2011 par un officier de l'armée de l'air du grade de colonel. Outil de défense cohérent, cette base aérienne vient efficacement renforcer le dispositif militaire français déployé dans le Pacifique Sud. Elle abrite une flotte d'aéronefs constituée de deux avions de transport tactique (CASA CN-235) et de trois hélicoptères de manœuvre (SA330 Puma) au sein d'un escadron de transport unique : l'escadron de transport ET52 Tontouta. L'aéronautique navale y est également présente avec un détachement de la flottille 25F de Tahiti (deux aéronefs de surveillance maritime de type Gardian).

### Directions et services
Tous les services sont basés à Nouméa.
- DIASS : Direction interarmées du Service de santé en Nouvelle-Calédonie, 31 personnels
- DID Nouméa : Direction d'infrastructure de la Défense de Nouméa dépendant du SID.
- DICOM : Direction des commissariats d'outre-mer en Nouvelle-Calédonie.
- DPSD Nouméa : Direction de la Protection et de la Sécurité de la défense.
- CSN[Lequel ?] : Centre du service national.
- DLSEA : Détachement de liaison du Service de l'énergie opérationnelle.
- CIRFA : Centre d’Information et de Recrutement des Forces Armées.

DIRISI Nouméa
La Direction interarmées des réseaux d'infrastructure et des systèmes d'information (DIRISI Nouméa) est l'unique administrateur et opérateur des systèmes d’information et de communications (SIC) de la zone de responsabilité interarmées. Placée sous l’autorité organique et fonctionnelle du général directeur central de la DIRISI, elle est mise pour emploi auprès du général COMSUP et COMBdD. Créée le 1er janvier 2005, elle l'héritière du STIA (service des transmissions interarmées) Nouvelle Calédonie. Son effectif est d'une centaine de personnes, militaires des trois armées, de la DGA et civils.
La DIRISI Nouméa est principalement implantée sur cinq sites :
- la base navale de Chaleix : bâtiment commandement, services techniques et généraux et centre de mise en œuvre (CMO) ;
- le centre de transmissions du Ouen-Toro ;
- les 3 antennes déployées à Plum au profit du RIMaP, à la Tontouta au profit de la base aérienne 186, du DAT et du camp de Nandai et à la pointe de l’artillerie au profit de l’EMIA et des organismes adjacents.

La DRISI entretient des liens étroits avec l’office des postes et télécommunications de Nouvelle-Calédonie (OPT) et les prestataires commerciaux locaux.
CSN
Le Centre du Service National dispose de 21 sites (6 militaires et 15 civils) pour effectuer les Journées défense et citoyenneté (JDC).
Ils sont répartis dans deux provinces de la Grande Terre et une province des îles Loyauté :
- 2 sur Nouméa : caserne Gribeauval et Base Navale
- 14 en provinces Nord et Sud : Plum, Tontouta, La Foa, Bourail, Koné, Koumac, Touho, Poindimié, Houaïlou, Kouaoua, Canala, Thio, Bélep, île des Pins
- 3 dans la province des Iles Loyauté : Ouvéa, Lifou, Maré
- 1 à Wallis
- 1 à Futuna.

## Missions
Principal point d’appui principal du théâtre « Pacifique » avec les Forces armées en Polynésie française (FAPF), les FANC assurent la capacité d’intervention régionale de la zone par un volet aéroterrestre, en complémentarité avec les FAPF pour le volet maritime.
Elles assurent un éventail varié de missions qui sollicite les capacités des trois armées :
- Protection du territoire national et maintien de la sécurité.
- Préservation des intérêts de la France dans la zone, avec des missions essentiellement axées sur la surveillance des pêches et l’action de l’Etat en mer dans une zone économique exclusive (ZEE) de 2 millions de km2 (en comptant la Nouvelle-Calédonie, les îles Matthew et Hunter ainsi que celles de Wallis et Futuna), des missions de surveillance maritime et de service public (lutte contre la pollution, police des pêches, sauvetage en mer, lutte contre les trafics illicites, évacuation sanitaire,…)
- Soutenir l’action de l’État en mer en Nouvelle-Calédonie ainsi qu’à Wallis-et-Futuna.
- Conduire ou participer à une opération militaire.
- Secourir les populations en cas de catastrophes naturelles ou de situations humanitaires graves dans la zone. Elles participent aux plans Cyclone et Tsunami en liaison avec le Haut-commissariat de la République. Elles sont également sollicitées pour les interventions NEDEX et les feux de brousse.
- Coopérer avec les États de la zone. La France, nation riveraine du Pacifique Sud entretient des relations privilégiées avec l’Australie et la Nouvelle-Zélande par le biais d’accords ou d’organisations internationales. Les FANC font vivre les accords FRANZ dans le cadre de la coopération opérationnelle et interministérielle engagée avec la Nouvelle Zélande et l’Australie. Elles participent au dialogue sur la sécurité dans le Pacifique et l’organisation de la Zone économique exclusive (ZEE) initié dans le cadre du Quadrilateral Security Dialogue (QUAD). Ce forum régional qui réunit l’Australie, les Etats-Unis, la Nouvelle-Zélande et la France est en lien avec le  Forum Fishery Agencies (FFA).

Par ses moyens maritimes et aériens, les FANC sont les principaux moyens de l'action de l’État en mer (AEM). Les autres intervenants sont la société nationale de sauvetage en mer (SNSM) (1 vedette (SNS 270) et 3 semi-rigides), la gendarmerie (2 hélicoptères de la SAG Nouméa et la vedette La Calédonienne (G-9107) de la BN), les unités garde-nature (7 de la province sud et de la province nord), le service des phares et balises (1 vedette de balisage Eugène Morignat et 1 baliseur type de Kahouanne Louis Hénin), et la direction des affaires maritimes (navire multi-missions de haute mer Amborella).

## Actions, exercices et interventions
La dernière mission à l'étranger des FANC remonte à 1999, lorsqu'elles ont fait partie de la Force internationale pour le Timor oriental (INTERFET) (Opération Santal (16 septembre 1999-15 janvier 2000)).
Tous les 2 ans, les FANC réalisent un grand exercice interarmées multinational, souvent avec la participation de troupes étrangères de la région. Ces manœuvres sont intitulées « Croix-du-Sud » et ont pour but de mener conjointement un exercice d'aide humanitaire et d'évacuation des ressortissants. Du 28 mars au 12 avril 2008, l'exercice « Croix-du-sud 2008 » s'est déroulé à Koumac, Poum, Ouégoa et aux îles Bélep en Province Nord. 800 soldats ainsi que plusieurs navires, avions et hélicoptères étrangers y ont également participé, provenant des armées australienne, néo-zélandaise, vanuataises, fidjiennes et tongiennes. « Croix-du-sud 2010 » a eu lieu du 8 au 23 avril 2012 avec près de 1 400 militaires de toute la zone pacifique, dont 800 français (surtout des FANC et environ 30 des FAPF) et 600 étrangers (372 australiens, une centaine de néo-zélandais ainsi que des forces mobiles du Vanuatu et des soldats de Tonga), dans la région de Népoui, Pouembout et Koné,. « Croix-du-Sud 2023 » s'est tenu du 24 avril au 8 mai 2023.

## Autres unités militaires en Nouvelle-Calédonie
Un certain nombre de personnels de statut militaire servent en Nouvelle-Calédonie ou à Wallis-et-Futuna sans appartenir directement aux Forces armées en Nouvelle-Calédonie.
Il s'agit :
- des stagiaires et des formateurs du régiments du service militaire adapté de Nouvelle-Calédonie (RSMA-NC).
- des éléments de la Gendarmerie nationale en Nouvelle-Calédonie ou à Wallis-et-Futuna.

### Gendarmerie nationale
La gendarmerie nationale est gérée en Nouvelle-Calédonie et à Wallis-et-Futuna par le commandement de la gendarmerie (COMGEN) de la Nouvelle-Calédonie et de Wallis-et-Futuna, dont le quartier général est à Nouméa. Elle agit sur 98% de la Grande Terre, sur les îles Loyautés et sur l'ensemble des îles Wallis-et-Futuna. Depuis 2017, son commandant est le général Christophe Marietti.
Elle comprend 880 gendarmes : 502 permanents, répartis en 5 compagnies (dont 4 pour la Nouvelle-Calédonie) et en 33 brigades territoriales (dont 31 en Nouvelle-Calédonie) et 378 gendarmes mobiles (5 escadrons constitués en groupement tactique gendarmerie (GTG)) :
- Compagnie de Nouméa : 11 brigades dont 10 territoriales couvrant le Grand Nouméa, le sud de la Grande Terre, l'Île des Pins et les Îles Loyauté :
  - Nouméa : la seule à ne pas correspondre à une circonscription territoriale, la ville de Nouméa relevant de la juridiction de la police nationale. Elle sert surtout à apporter un soutien aux autres brigades, notamment l'escorte des personnalités entre Tontouta et la ville.
  - Pont-des-Français, Mont-Dore : couvre le quart nord-ouest de la commune, soit sa partie la plus urbaine (quartiers de Pont des Français, Yahoué, La Conception, Robinson, Boulari, Saint-Michel, Saint-Louis, La Coulée).
  - Plum, Mont-Dore : couvre les 3/4 sud-est de la commune, le plus rural.
  - Dumbéa : basée dans le quartier de Koutio dans la banlieue proche de Nouméa.
  - Païta.
  - Yaté.
  - Île des Pins.
  - Wé, Lifou : sa juridiction couvre les districts de Gaica et Lösi, soit les 2/3 de l'île ainsi que celle de Tiga.
  - Chépénéhé, Lifou : sa juridiction couvre le district de Wetr, soit 1/3 de l'île.
  - Tadine, Maré.
  - Fayaoué, Ouvéa : assez célèbre, la gendarmerie ayant été le point de départ de la prise d'otages d'Ouvéa en 1988.
- Compagnie de La Foa : 7 brigades territoriales couvrant, au centre de la Grande Terre :
  - Boulouparis.
  - La Foa : sa juridiction couvre les trois communes de La Foa, Farino et Sarraméa.
  - Moindou.
  - Bourail.
  - Thio.
  - Canala.
  - Kouaoua.
- Compagnie de Koné : 7 brigades territoriales couvrant le nord-ouest de la Grande Terre et les îles Bélep :
  - Poya.
  - Koné : sa juridiction couvre les communes de Koné et Pouembout.
    - Peloton de surveillance et d'intervention de la Gendarmerie (Psig) de Koné

  - Voh.
  - Kaala-Gomen.
  - Ouégoa.
  - Koumac.
  - Poum : sa juridiction couvre les communes de Poum et des îles Bélep.
  - Peloton de surveillance et d'intervention à cheval (PSIC) de Népoui du régiment de cavalerie de la Garde républicaine.
- Compagnie de Poindimié : 6 brigades territoriales autonomes (BTA) couvrant le nord-est de la Grande Terre :
  - Touho.
  - Hienghène.Poste de gendarmerie de Leava à Sigave sur l'île de Futuna.
  - Poindimié.
  - Ponérihouen.
  - Pouébo.
  - Houaïlou.

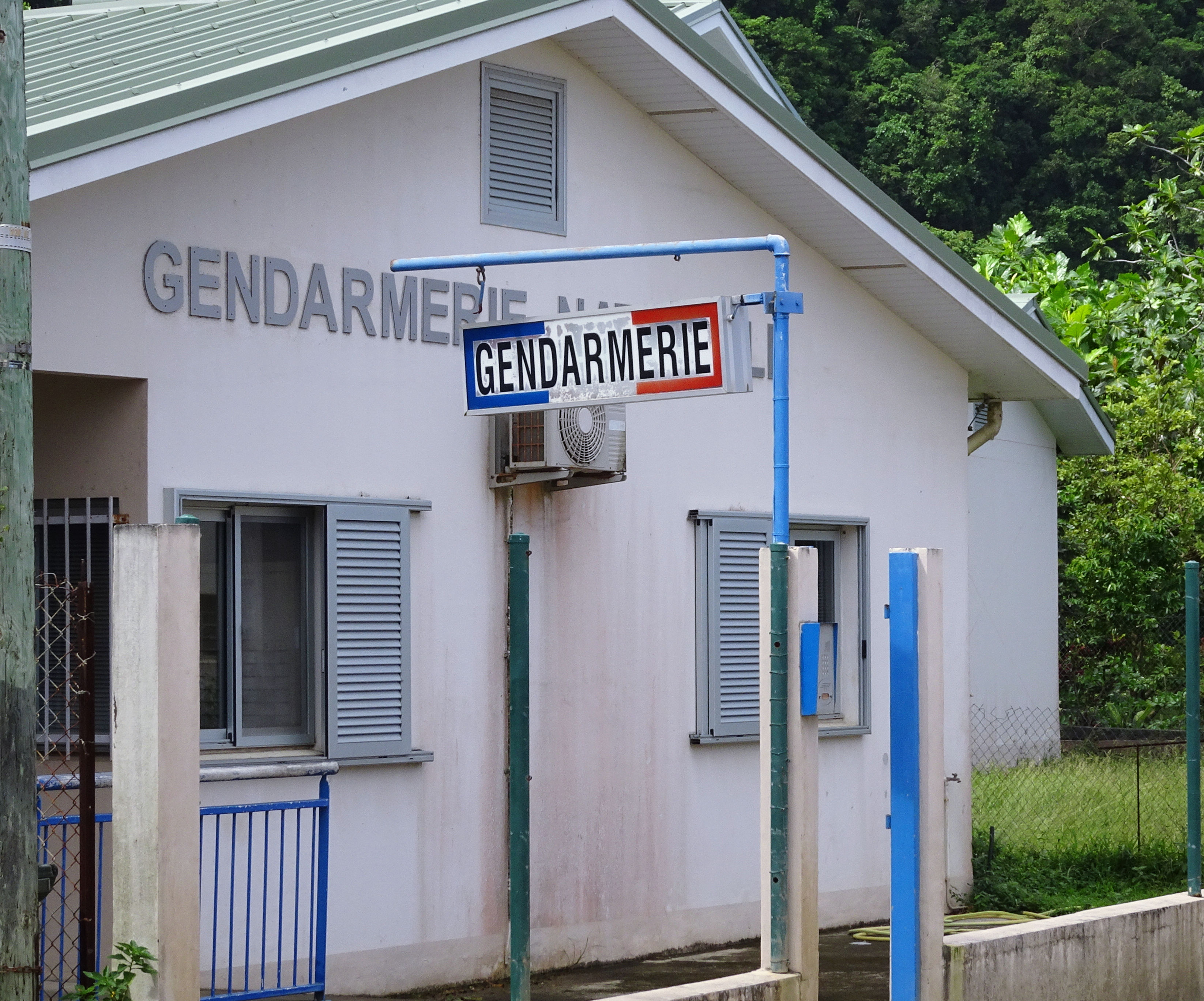
Poste de gendarmerie de Leava à Sigave sur l'île de Futuna.

- Groupement de gendarmerie de Wallis-et-Futuna, commandement à Mata Utu[13]
  - Brigade territoriale autonome Wallis
  - Brigade territoriale autonome Futuna à Sigave
  - Brigade de recherches (BR) Wallis
  - Gendarmerie des transports aériens (GTA) Wallis

- Services spécialisés
  - Groupe des Pelotons Mobiles (GPM):
  - Section de recherche (SR)
  - Brigade motorisée (BMO)
  - Peloton de surveillance et d'intervention de la Gendarmerie (Psig)
  - Brigade nautique (BN) de Nouméa, dotée de la vedette rapide Malaoui (G 1) en service depuis 2018[14]
  - Brigade de gendarmerie des transports aériens (BGTA)
  - Brigade de prévention de la délinquance juvénile de Nouméa, avec une antenne à Koné
  - Antenne du GIGN (AGIGN) à Nouméa
  - Section aérienne (SAG Nouméa)
    - Détachement aérien de la gendarmerie de Nouméa (NC), crée en 1972, doté de 2 hélicoptères AS350 Écureuil

- Réserve opérationnelle de la Gendarmerie nationale

La gendarmerie dispose de 39 casernes dont 7 sur les îles, 5 cantonnements de gendarmerie mobile, 620 véhicules, dont des VBRG et des VAB, et 21 embarcations.
Elle assure ses tâches aux côtés de la police nationale (576 personnes tous service confondus, dont 421 policiers et adjoints de sécurité pour la sécurité publique) présente à Nouméa (1 commissariat central et 4 bureaux de police : Magenta, Tindu / Pierre Lenquette – Montravel, Rivière Salée et Tuband), les polices municipales (dont Nouméa, 170 agents), la police aux frontières à Nouméa (DR Nouvelle-Calédonie à Nouméa), direction des douanes de Nouvelle-Calédonie (DRDNC).

### Service militaire adapté
Dans le cadre de la coopération structurelle, la France met en œuvre un service militaire adapté, le Régiment du service militaire adapté de Nouvelle-Calédonie, qui remplace depuis 2013 le groupement du service militaire adapté de Nouvelle-Calédonie (GSMA-NC). Il a été fondé pendant la période des Évènements, en 1986, sous la forme d'un détachement (DSMA) avant de devenir un groupement en 1996.
Le RSMA-NC a pour mission de former les jeunes Calédoniens volontaires. Il dépend de l'autorité du ministère des Outre-mer, mais son encadrement, militaire, dépend de la Défense nationale. Il emploie environ 300 militaires inter-armes. Il est installé à Koumac, et une compagnie est localisée à Koné.
Il est placé sous les ordres directs du COMSUP uniquement en cas de réquisition du Préfet, dans le cadre d’un protocole et du contrat opérationnel.